# Шарпинг, Рудольф
Рудольф Шарпинг (нем. Rudolf Scharping; род. 2 декабря 1947, Нидерельберт) — немецкий политик, член Социал-демократической партии Германии.

## Биография
Шарпинг окончил Боннский университет, где изучал правоведение, социологию и политические науки.
В 1975—1994 годах депутат ландтага земли Рейнланд-Пфальц. С 1991 по 1994 год — премьер-министр Рейнланд-Пфальца.
С 1993 по 1995 год возглавлял СДПГ. С 1995 по 2001 год был председателем Партии европейских социалистов. В 1994—2005 годах депутат бундестага.
В 1998—2002 годах — министр обороны в правительстве Герхарда Шрёдера.
Шарпинг был отправлен отставку канцлером Шрёдером в июле 2002 года после серии скандалов. Журнал Bunte опубликовал снимки министра обороны купающимся с подругой в бассейне на Мальорке, в то время как подразделения бундесвера готовились к операции в Македонии, а PR-консультанта Шарпинга Морица Хунцингера подозревали во взяточничестве.
С 2005 возглавляет федерацию велоспорта Германии.

## Жизнь после политики
Уйдя из политики, Шарпинг основал собственную компанию с упором на развитие бизнеса в Китае.
Он является старшим членом сети European Leadership Network (ELN).